# Valentin Hass

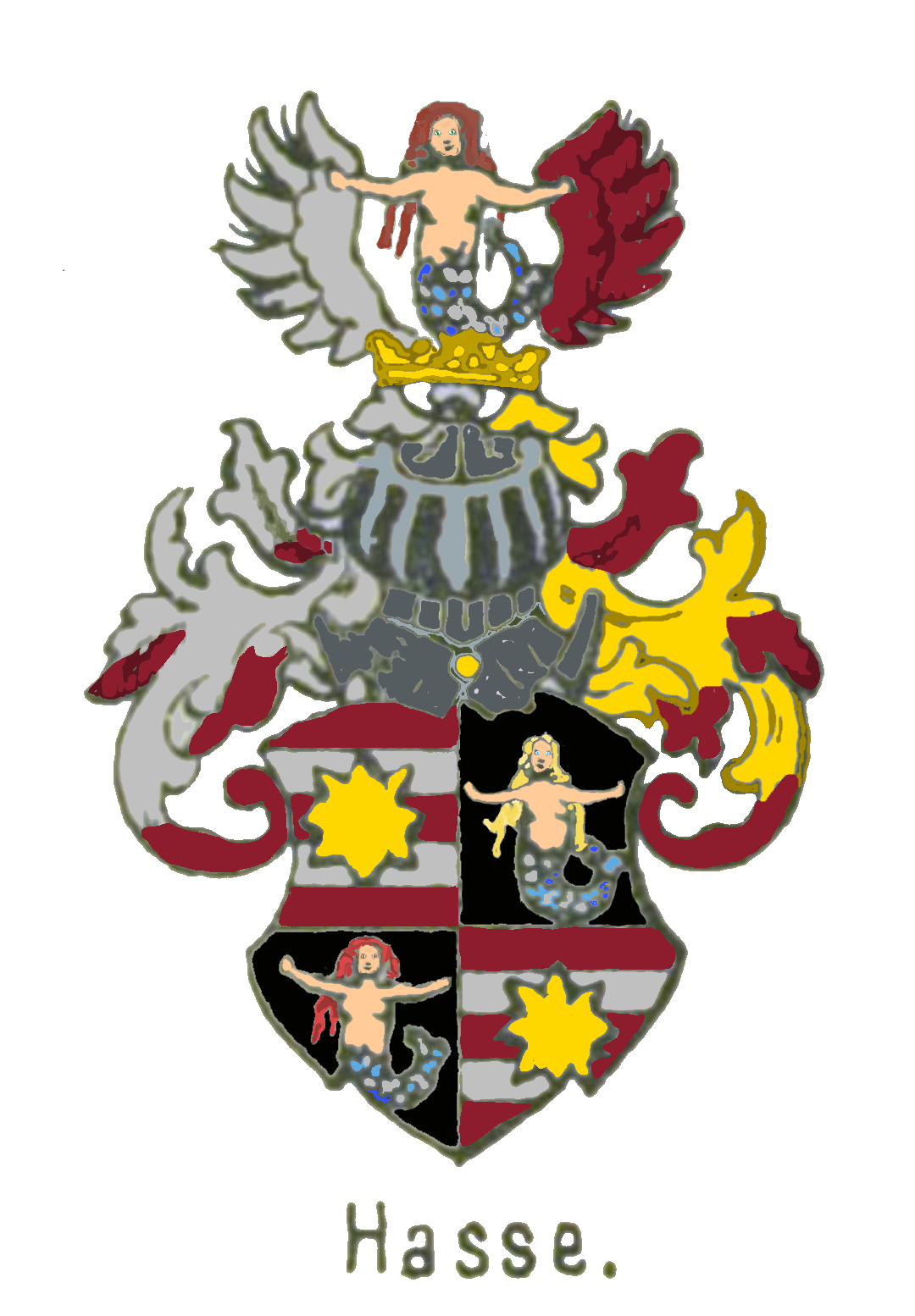
Das am 15. August 1559 mit dem emmerich’schen geeinte hass’sche Wappen. Nicht-farbige Vorlage bei P. Fritsch eingefärbt nach der Beschreibung in Siebmacher’s Wappenbuch.

Valentin Hass (auch: Valentin Hasse, Valentin Haß; * um 1520; † 1564) war mehrmals Bürgermeister von Görlitz.

## Leben
Valentin Hass war der Sohn der Barbara (geb. Krapff; † 9. Januar 1523) und des bedeutenden Oberlausitzer Geschichtsschreibers und Görlitzer Bürgermeisters Johannes Hass (* zwischen 1473 und 1476; † 1544). Sein wohlhabender Großvater Hans Krapff stammte aus Breslau. Valentin hatte sieben größtenteils ältere Geschwister, von denen zwei oder drei früh starben. Er und seine Schwester Agathe wurden von einer Amme aufgezogen, während seine drei älteren Schwestern Katharina, Adelheid und Helena 1525 im Kloster Liebenthal erzogen wurden. Aus dieser Gegebenheit ergibt sich das ungefähre Geburtsdatum Valentins, der für eine Kindheit im Kloster noch zu jung war.
Naheliegend zwischen 1540 und 1550, heiratete Hass Martha Emmerich. Aus der Ehe gingen acht Töchter und der Sohn Hans hervor.
Im Jahr 1547 trat Hass dem Görlitzer Rat bei und wenig später war er schon Ende August 1548, ein Jahr nach dem Pönfall, mit Servatius Girlach und dem Bürgermeister der Vorjahre Jakob Rösler bei König Ferdinand in Augsburg, um über die Schulden von Görlitz zu verhandeln bzw. um Aufschub zu bitten, die sich über die Jahre angehäuft hatten. Meist hatte man sich von jüdischer Seite Geld geliehen, teilweise saßen Görlitzer Ratsherren in Schuldhaft.
1549 wurde Hass Schöppe. Im Jahre 1554 wurde er erstmals Bürgermeister und wiederholte dieses Amt im nächsten Jahr. Sein Schwager Peter Skorler saß von Beginn an (schon seit 1544) mit ihm im Rat, wurde 1557 aber Richter, 1562 Bürgermeister. Hass kaufte 1557 von Hans Schwab die Herrschaft auf Klingewalde. Im Jahre 1559 wurde er ein weiteres Mal Bürgermeister.
Am 15. August 1559 wurde Hass’ Wappen mit dem seiner Frau zu einem vereint. 1563 trat er aus dem Rat zurück und starb 1564.
Hass’ Sohn Hans blieb mindestens bis 1567 in Görlitz und zog dann („in Vermögensverfall geraten“) nach Tirol. Er stimmte seiner Mutter zu, das Dorf Klingewalde zu verkaufen, was 1568 durch Paul Sigmund auch geschah.

## Wappen
Für das mit dem emmerich’schen vereinte hass’sche Wappen stehen hier aus den gängigsten Wappenbüchern nur zwei nicht-farbige Darstellungen und eine Beschreibung zur Verfügung. In Siebmacher’s Wappenbuch wird das Wappen wie folgt beschrieben: Geviert, in 1 und 4 das Wappen seines Vaters (zwei silberne Balken auf rot, darauf ein achtstrahliger goldener Stern) und in 2 und 3 eine heraldisch rechts gekehrte Meerfrau „mit nach links aufwärts gewundenem Schweife“. Im Kleinod die Melusine zwischen zwei offenen Flügeln (rechts rot, links silbern). Die Helmdecken sind „roth-silbern und roth-golden“.
Die Schraffierungen (siehe dazu Tingierung) in der Wappendarstellung bei Paul Fritsch deuten einen goldenen (statt schwarzen) Hintergrund bei den Melusinen an, sowie beiderseits rot-silberne Helmdecken.